# De novo lipogenesi
La de novo lipogenesi o lipogenesi de novo (DNL, da «de novo lipogenesis») è il processo che determina l'accumulo di grasso dalla conversione dei carboidrati alimentari.

## Distinzione traex novoede novo
La crescita effettuata utilizzando varie sostanze idrofobiche come substrati (oli, alcani, etc.) è detta accumulo di lipidi ex novo, mentre quella elaborata su sostanze idrofiliche (zuccheri e substrati correlati) è detta accumulo di lipidi de novo.

## Fisiologia
La de novo lipogenesi (DNL) indica il processo di conversione dei carboidrati in grassi da parte del fegato. Questo processo tuttavia si verifica soprattutto da un eccesso di assunzione dei carboidrati alimentari. Gli studi a lungo termine hanno mostrato che la DNL è un processo che non contribuisce significativamente all'accumulo di grasso nell'uomo. Fin tanto che le riserve di glicogeno (carboidrati immagazzinati nel corpo) dei muscoli e del fegato non sono completamente saturate, il corpo è capace di depositare e impiegare immediatamente i carboidrati alimentari assunti in eccesso. Uno studio a breve termine sull'uomo (Acheson et al., 1982) in cui vennero somministrati ai soggetti 500 grammi di carboidrati (2000 kcal) tutti in una volta, rilevò che la conversione di carboidrati in grasso fosse insignificante. Altri documenti segnalano che la DNL conti per meno del 5% in soggetti normali nel periodo post-prandiale.
Ciò però non significa che l'assunzione di carboidrati non favorisca l'accumulo di grasso, in quanto questo processo viene provocato indirettamente, dal momento che una delle principali funzioni dell'insulina secreta in risposta all'assunzione di carboidrati è quella di bloccare l'ossidazione di grassi favorendo l'innesco dei processi anabolici tra cui l'accumulo o il deposito di grasso. L'insulina non a caso è noto come il più potente ormone antilipolitico (cioè che ostacola la mobilizzazione del grasso). Inoltre, il tasso di lipolisi, cioè il processo di mobilizzazione dei grassi depositati, è inversamento correlato all'introito di carboidrati, a significare che più carboidrati vengono consumati, e più la lipolisi viene inibita. Quindi, quando i grassi alimentari vengono assunti in concomitanza con grandi quantità di carboidrati, l'insulina stimolata dai carboidrati (o ancora più dai pasti misti) innesca i segnali di inibizione della mobilizzazione dei grassi di deposito, mentre stimola il rideposito dei grassi liberati assieme ai grassi assunti con la dieta. Alcuni ricercatori si sono infatti espressi sostenendo che gli effetti deleteri dei grassi sono quasi sempre notati in presenza di carboidrati, e che l'iperinsulinemia aumenta la massa grassa senza necessariamente un concomitante aumento dell'apporto energetico, attribuendo all'insulina un ruolo importante nell'obesità indipendentemente dall'apporto energetico. Di conseguenza, sebbene i carboidrati non rappresentino una significativa causa diretta dell'accumulo di grasso tramite la DNL, ne sarebbero un'importante causa indiretta. Diversi studi in cui vennero comparati gli effetti di diete iperlipidiche-ipoglucidiche o iperglucidiche-ipolipidiche (rispettivamente ad alto apporto di grassi e a basso apporto di carboidrati o viceversa) segnalarono che la perdita di grasso fosse paragonabile e spesso superiore per le diete ad alto apporto di grassi e a basso apporto di carboidrati. Uno studio (Schwarz et al., 2003) rilevò che, a parità di apporto calorico, una dieta iperglucidica-ipolipidica causasse un significativo aumento dei livelli lipidici e un aumento della DNL di 5-6 volte rispetto ad una dieta iperlipidica-ipoglucidica, in cui i livelli di trigliceridi non subirono un aumento. I ricercatori conclusero che l'ipertrigliceridemia nella dieta ad alto apporto di glucidi e pochi grassi fosse causata dalla DNL.
Ad ogni modo, in certe circostanze, l'eccesso di carboidrati alimentari può innescare la DNL portando quindi al loro accumulo sotto forma di grasso, sebbene si creda che il contributo nell'accumulo di grasso in condizioni normali sia minimo. È stato osservato che la DNL è più spiccata nelle persone sovrappeso, e può aumentare di 10 volte con un surplus di carboidrati del 50%. Queste circostanze si presentano quando i livelli delle scorte di glicogeno muscolare ed epatico sono completamente pieni in concomitanza con un consumo di carboidrati in eccesso. La capacità di accumulo di glicogeno nell'uomo è approssimativamente di 15 g/kg di peso, e possono esserne depositati circa 500 grammi prima che la sintesi netta di lipidi contribuisca ad aumentare la massa grassa. In uno studio importante sugli effetti a lungo termine vennero somministrati 700-900 grammi di carboidrati per 3 giorni di fila dopo l'esaurimento delle riserve di glicogeno. Nelle prime 24 ore, con la risaturazione delle scorte di glicogeno, la DNL non si è verificata. Nel corso dei due giorni successivi, mantenendo la stessa assunzione di carboidrati quotidiana, la DNL aumentò causando un notevole accumulo di grasso.
Il contesto più probabile in cui la DNL riesce ad avere rilevanza sarebbe il caso di un soggetto sedentario e consuma un eccesso di carboidrati/calorie nella dieta. Quindi, la combinazione tra l'inattività ed alimentazione basata sull'alto consumo di carboidrati e grassi risulta la condizione peggiore per l'accumulo di grasso. Con riserve di glicogeno cronicamente sature e un alto introito di carboidrati, il dispendio di grassi è quasi completamente bloccato, e ogni consumo di grassi alimentari ne provoca il deposito. Questo ha portato alcuni autori a suggerire l'assoluto taglio dei grassi per la perdita di grasso. La premessa è che, dal momento che i carboidrati alimentari hanno il ruolo di bloccare il dispendio di grassi nel corpo, dovrebbero essere assunti meno grassi per evitarne o ridurne il deposito.